# آرتو-دی‌تو
آرتو-دی‌تو (به انگلیسی: R2-D2) یک شخصیت خیالی ربات در جنگ ستارگان است که توسط جرج لوکاس خلق شده‌است. آر تو-دی تو، دوست پدمه آمیدالا، آناکین اسکای واکر، لیا اورگانا، لوک اسکای واکر و اوبی‌وان کنوبی است.

## قسمت‌ها

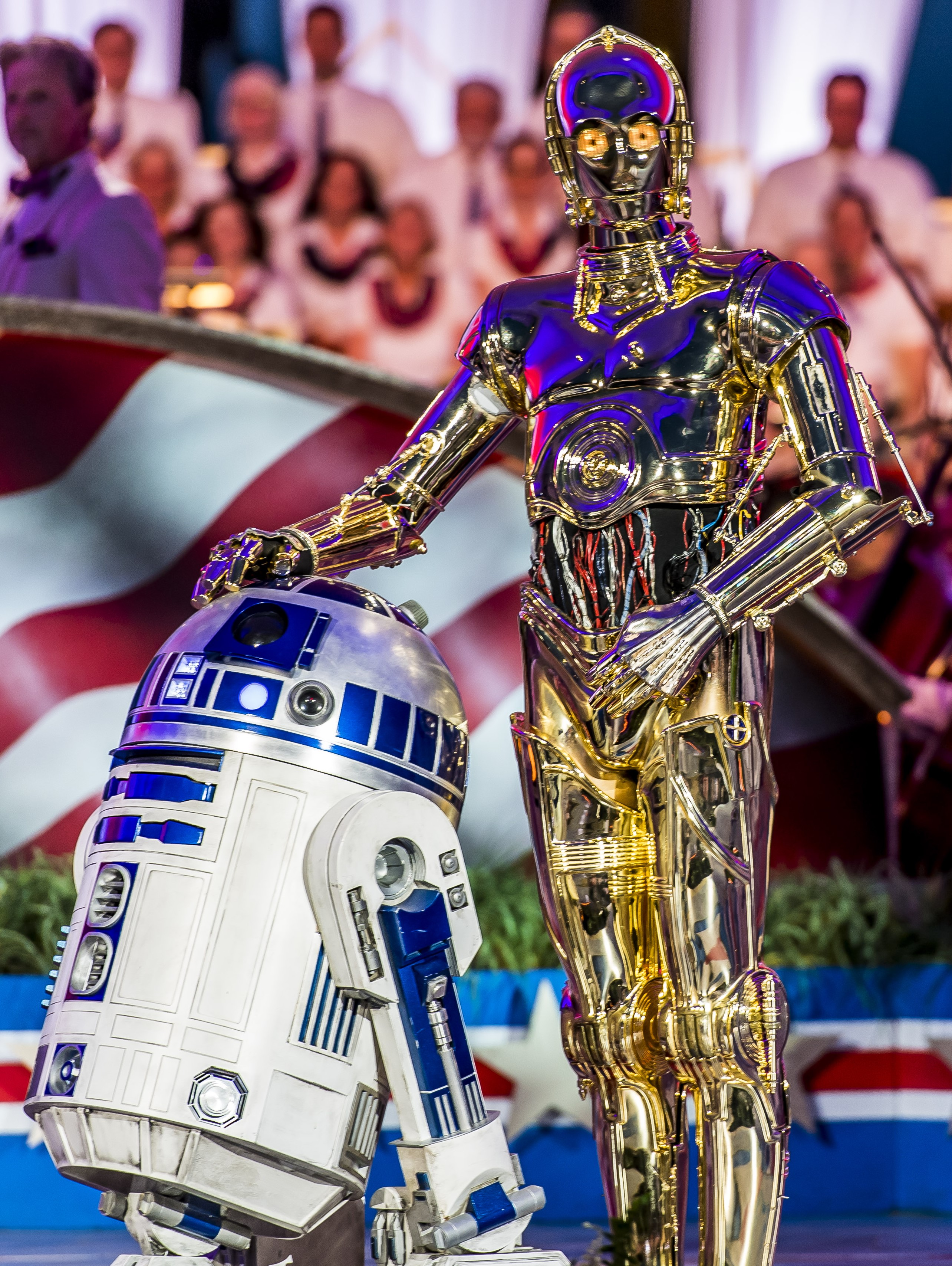
آرتو-دی‌تو

### تهدید شبح
در جنگ ستارگان اپیزود اول: تهدید شبح آر تو-دی تو به عنوان یک تعمیر کار در سفینه فضایی ملکه پدمه آمیدالا نقش آفرینی می‌کند.

### حمله کلون‌ها
در جنگ ستارگان اپیزود دوم: حمله کلون‌ها آر تو-دی تو دوباره با سی‌تری‌پی‌او متحد می‌شود. آن دو شاهد ازدواج مخفیانه آناکین با پدمه آمیدالا هستند.

### انتقام سیت
در جنگ ستارگان اپیزود سوم: انتقام سیت آرتو به همراه آناکین اسکای واکر و اوبی‌وان کنوبی تلاش می‌کند سناتور پالپاتین را از سفینه کنت دوکو نجات دهد. سپس آناکین به سمت نیروی تاریک می‌رود. بعد از آن او به اسم دارت ویدر شناخته می‌شود.

### امیدی تازه
در جنگ ستارگان قسمت چهارم: امیدی تازه ملکه لیا در آرتو یک دیسک حاوی کد برای سپر ستاره مرگ قرار می‌دهد. او بسیار آسیب دیده‌است اما برای مراسم در پایان فیلم تعمیر می‌شود.

### امپراتوری ضربه می‌زند
در امپراتوری ضربه می‌زند آرتو به همراه لیا به داگوبا و سپس به بسپین جایی که سی‌تری‌پی‌او آسیب دیده و باید تعمیر شود می‌رود.
همچنین او موفق به راه اندازی مجدد میلینیوم فالکون (سفینه هان سولو) می‌شود.

### بازگشت جدای
در بازگشت جدای آر تو-دی تو نقش مهمی در نجات لیا اورگانا، لوک اسکای واکر و هان سولو از دست جابادهات بازی می‌کند. او بعدها به شورشیان می‌پیوندد.

### نیرو برمی‌خیزد
در جنگ ستارگان: نیرو برمی‌خیزد آرتو که سی سال در حالت استراحت بود با استفاده از نقشه‌های ذخیره شده خود و با مکمل کردن نقشه توسط بی‌بی-۸ توانست جایگاهی که لوک اسکای واکر خود را در آن تبعید کرده نشان دهد.

## جستار های وابسته
- سی‌تری‌پی‌او
- بی‌بی-۸